# Judo aux Jeux méditerranéens de 2009
Le tournoi de Judo s'est disputé du 2 au 5 juillet 2009 au palais des sports de Pescara. 14 épreuves figurent au programme : 7 chez les hommes et 7 chez les femmes.

## Épreuves au programme
| ● | Compétitions | ● | Finale |

|              | Juin-Juillet |    |    |    |    |    |    |    |    |    |
|              | 26           | 27 | 28 | 29 | 30 | 01 | 02 | 03 | 04 | 05 |
| Compétitions |              |    |    |    |    |    | ●  | ●  | ●  | ●  |

## Résultats

### Hommes
| Épreuves        | Or                 | Argent           | Bronze                               |
| Moins de 60 kg  | Elio Verde         | Yann Siccardi    | Dimokritos Manousaridis Fadi Darwich |
| Moins de 66 kg  | Milos Mijalkovic   | Ahmed Awad       | Rok Draksic Francesco Faraldo        |
| Moins de 73 kg  | Giovanni Di Cristo | Mohamed Riad     | Kiyoshi Uematsu Trevino Sezer Huysuz |
| Moins de 81 kg  | Aljaz Sedej        | Hatem Abdelakher | Antonio Ciano Safouane Attaf         |
| Moins de 90 kg  | Ilías Iliádis      | Mohamed El Assri | Lyes Bouyakoub Lorenzo Bagnoli       |
| Moins de 100 kg | Ramadan Darwish    | Cyrille Maret    | Amar Benikhlef Amel Mekic            |
| Plus de 100 kg  | Teddy Riner        | Anis Chedli      | Islam Elshehaby Angel Parra Labajos  |

### Femmes
| Épreuves       | Or                   | Argent            | Bronze                                  |
| Moins de 48 kg | Elena Moretti        | Chahnez M'barki   | Laëtitia Payet Derya Cibir              |
| Moins de 52 kg | Hajer Barhoumi       | Rosalba Forciniti | Ana Carrascosa Petra Nareks             |
| Moins de 57 kg | Iouliétta Boukouvála | Barbara Harel     | Lila Latrous Tina Trstenjak             |
| Moins de 63 kg | Urska Zolnir         | Irène Chevreuil   | Dimitra Androutsou Kahina Saidi         |
| Moins de 70 kg | Marie Pasquet        | Rasa Sraka        | Leire Iglesias Armino Erica Barbieri    |
| Moins de 78 kg | Lucie Louette        | Houda Miled       | Rachida Ouerdane Raquel Prieto Madrigal |
| Plus de 78 kg  | Lucija Polavder      | Larisa Cerić      | Nihel Cheikhrouhou Gülşah Kocatürk      |

## Tableau des médailles
Ci-dessous, le tableau des médailles à l'issue des 14 épreuves individuelles.
| Rang  | Nation             | Or | Argent | Bronze | Total |
| ----- | ------------------ | -- | ------ | ------ | ----- |
| 1     | France             | 3  | 4      | 1      | 8     |
| 2     | Italie             | 3  | 1      | 4      | 8     |
| 3     | Slovénie           | 3  | 0      | 1      | 4     |
| 4     | Grèce              | 2  | 0      | 2      | 4     |
| 5     | Tunisie            | 1  | 3      | 1      | 5     |
| 6     | Égypte             | 1  | 2      | 1      | 4     |
| 7     | Serbie             | 1  | 0      | 0      | 1     |
| 8     | Bosnie-Herzégovine | 0  | 1      | 1      | 2     |
| 8     | Maroc              | 0  | 1      | 1      | 2     |
| 10    | Monaco             | 0  | 1      | 0      | 1     |
| 11    | Espagne            | 0  | 0      | 5      | 5     |
| 12    | Algérie            | 0  | 0      | 4      | 4     |
| 13    | Turquie            | 0  | 0      | 2      | 2     |
| 14    | Syrie              | 0  | 0      | 1      | 1     |
| Total | Total              | 14 | 14     | 28     | 56    |